# Текст (роман)
«Текст» — реалистический роман писателя Дмитрия Глуховского, выпущенный 15 июня 2017 года издательством «АСТ». Повествует о нескольких днях из жизни студента-филолога, вернувшегося в Москву после тюрьмы. Автор обращает внимание на то, как за несколько лет технологии изменили отношения людей, а телефон стал вторым «я» человека. 
В 2019 году в прокат вышла экранизация романа, снятая режиссёром Климом Шипенко по сценарию самого Глуховского. Экранизация получила премию «Золотой орёл» за «Лучший игровой фильм», а также премию «Ника» за «Лучший сценарий» (Дмитрий Глуховский).

## Сюжет
Москва, осень 2016 года. В город возвращается 27-летний Илья Горюнов — бывший студент-филолог, отсидевший семь лет за подкинутые в клубе наркотики. Главный герой не узнаёт столицу, которая сильно изменилась за эти годы. В особенности его глаз цепляется за смартфоны, которые раньше были «только у продвинутых», а сейчас — у каждого.
Горюнов направляется домой, в подмосковную Лобню. Она, в отличие от Москвы, осталась той же. Героя охватывают воспоминания: школьные годы, бывшая девушка, друзья. Илья мечтает наконец увидеть мать, с которой он жил до ареста, но, приехав домой, узнаёт, что мать умерла от инфаркта за день до его возвращения.
Илья приглашает к себе старого друга Серёгу, но при встрече понимает, что они стали друг другу чужими. С помощью телефона друга Горюнов находит во «ВКонтакте» страницу Петра Хазина — лейтенанта ФСКН, который семь лет назад отправил Илью за решётку, подкинув наркотики. Сам герой называет его про себя «Сукой». Видя довольное лицо человека, сломавшего ему жизнь, герой решает отомстить.
В итоге в руках Горюнова оказывается смартфон его обидчика, в котором спрятана вся жизнь и весь компромат на Хазина. Понимая, что сам он обречён, Илья начинает жить жизнью другого человека, используя лишь его телефон. В дальнейшем герой пытается разрешить семейные конфликты Суки и влюбляется по видео и фото в телефоне Хазина в его девушку Нину. Притворяясь Хазиным, герой узнаёт всю его подноготную и находит способ получить 250 тысяч евро от его сообщников. В конце перед героем встаёт моральный выбор: покинуть страну с этими деньгами или спасти Нину.

## История создания
«Текст» вырос из заявки на написание сценария, поступившей Глуховскому в 2011 году:

Шесть лет назад была сценарная заявка от одного режиссёра, который предложил мне подумать, что было бы, если бы один человек нашёл телефон другого. Далее было про то, как этот персонаж замещает своей жизнью жизнь предыдущего владельца смартфона. Но для этого режиссёра (не скажу какого) история оказалась слишком жёсткой, мрачной, это был изначально нуар. И я спросил — «Если я книгу напишу, вы не против?» Он не возражал.

По словам автора, идея произведения вызревала несколько лет, тогда как сама работа заняла несколько месяцев. Глуховский демонстрировал рукопись силовикам и отсидевшим преступникам. По его словам, один из них сказал: «Вот прямо про меня написано».
20 марта 2017 года в официальном сообществе во «ВКонтакте» появился первый вариант обложки будущего романа. Спустя десять дней на страницах сообщества начали публиковаться первые отрывки из «Текста», а также трейлеры и интервью Глуховского о книге. Затем в группе во «ВКонтакте» были опубликованы целиком несколько первых глав. Глуховский также устраивал чтения собственного романа в live-трансляциях. 14 июня автор презентовал роман в пресс-центре НСН в Москве, на следующий день стартовала продажа новой книги.
У романа есть собственный саундтрек, опубликованный на странице произведения во «ВКонтакте». Роман опубликован в печатном и электронном виде, также доступна аудиокнига.

## Восприятие
Литературные критики приветствовали «Текст» как выход Глуховского из ниши подростковой фантастики в «большую литературу» с «морализаторскими прогонами» и как попытку актуализировать жанр «сурового социально-психологического реализма» через «бесконечный внутренний монолог главного героя». В частности, Анна Наринская отмечала остросовременные детали, на которых акцентирует внимание автор, что выгодно отличает «Текст» от основного массива современной русской литературы, где современность подаётся чаще «в виде метафоры, в описаниях чего-нибудь средневекового, в каком-нибудь фантастическом построении». В некоторых рецензиях отмечались отсылки «Текста» к «Преступлению и наказанию» с аналогичным развитием из «романа-отмщения» в «роман-сострадание и покаяние».

### Отзывы
- Андрей Архангельский: «Роман в письмах — правда, электронных. А также в эсэмэсках, твиттах и постах. Завладев смартфоном врага, герой обнаруживает там целую вселенную. Оказывается, имея в руках всего лишь чужой гаджет, ты становишься обладателем информации, по объёму сопоставимой с „Войной и миром“»[11].
- Галина Юзефович: «Чёрная душа мёртвого полицейского словно бы продолжает жить в призрачной глубине экрана, перекатываться электрическими импульсами в его непознаваемых для гуманитария недрах, и душа эта всё больше подчиняет себе Илью, заманивает в ловушку, терзает соблазнами, ведёт на верную гибель. Написанный с барочной цветистостью роман, тем не менее, нигде не переходит границу хорошего вкуса, ловко балансируя на самом его краешке. Умный и сложный по мысли, „Текст“ остается в то же время тем, чем и должен быть, — захватывающим психологическим триллером системы „не дочитал — не уснёшь“.»[6].
- Константин Мильчин: «Роман не фантастический, хотя лет 20 назад такое произведение отнесли бы к жанру киберпанка. Никто не мог поверить, что в мобильный может уместиться вся жизнь человека, однако теперь это вполне обыденная реальность. <…> Но это в тексте не главное. Главное — это достоинство ничтожного человечка, который в экстремальной ситуации оказался на высоте.»[9].
- Анна Наринская: «Именно такая книга, которую открывают вечером, чтобы незаметно для себя дочитать к рассвету, поперхнувшись, возможно, в многих местах, но не теряя интереса. <…> Что такое телефон для тех из нас, кто пользуется им на всю катушку? Это наша память, вынесенная вовне — в маленький кусочек алюминия с мерцающим экраном. Память не гигабайтная, а почти чувственная — если учесть аудио, видео и эмодзи, которыми, кстати, щедро пользуются герои Дмитрия Глуховского. А мы, как известно, — это, собственно, и есть наша память.»[7].
- Елена Макеенко: «Это довольно беспросветный по тональности роман. Но это беспросветность того отрезвляющего качества, которая при грамотном сюжете и психологически достоверных персонажах может стать и читательским удовольствием, и поводом подумать о жизни»[12].

## Адаптации

### Театральная постановка
Спустя год после издания роман был превращён в театральный спектакль в жанре кибернуар и поставлен на сцене Московского драматического театра имени М. Н. Ермоловой режиссёром Максимом Диденко, премьера состоялась 15 мая 2018 года. Глуховский принимал участие в работе над постановкой и присутствовал на премьере в зрительном зале. Главные роли — Ильи, Пети и Нины — исполнили актёры Илья Маланин, Артём Ткаченко и Кристина Асмус соответственно. После объявления Глуховского в розыск спектакль был убран из репертуара театра в июне 2022 года.

### Экранизация
24 октября 2019 года в широкий прокат вышла экранизация, снятая режиссёром Климом Шипенко по сценарию самого Глуховского, который также снялся в эпизоде фильма. Главные роли исполнили Александр Петров (Илья), Иван Янковский (Петя) и Кристина Асмус (Нина). Из-за напряжённого командировочного графика Глуховскому удалось побывать на съёмочной площадке фильма всего несколько раз. Он неоднократно встречался с режиссёром фильма и обсуждал с актёрами их роли. Это первое произведение Глуховского, которое было экранизировано.
Экранизация получила четыре премии «Золотой орёл» (2020): за «Лучший игровой фильм», «Лучшую мужскую роль в кино» (Александр Петров), «Лучшую мужскую роль второго плана» (Иван Янковский) и «Лучший монтаж фильма» (Тим Павелко). Дмитрий Глуховский получил премию «Ника» (2020) за «Лучшую сценарную работу» и приз Франсуа Шале за «Лучший сценарий» на Кинофестивале российского кино в Онфлёре (2019).